# Коломбо, Эмилио
Эми́лио Коло́мбо (итал. Emilio Colombo; 11 апреля 1920, Потенца — 24 июня 2013, Рим) — итальянский политик, член Христианско-демократической партии.

## Биография
Получил высшее юридическое образование. Начал свою политическую карьеру в качестве генерального секретаря молодёжного Католического Действия. В 1946 году был избран первым заместителем председателя Учредительного собрания, впервые избран депутатом в 1948 году и впоследствии переизбирался депутатом до своего ухода из политики в 1992 году. В 1976—1980 годах и в 1989—1992 годах также являлся депутатом Европарламента.
Наиболее заметной оказалась его деятельность на посту министра казначейства. Политик проявил жёсткость, которая помогла обуздать в течение короткого времени внезапный рост инфляции. В январе 1966 года председательствовал на заседании Совета Министров Европейских сообществ, на котором был достигнут «Люксембургский компромисс», ознаменовавший начала процесса реинтеграции Франции в общеевропейский рынок.
На посту министра иностранных дел считался проводником атлантической проамериканской внешней политики, однако отверг участие Италии в так называемой «войне стали», когда Соединённые Штаты требовали от союзников введения экономических санкций против Советского Союза.
В 1994 году, после самороспуска Христианско-демократической партии, был одним из инициаторов создания Народной партии «Пополяри». Покинул её ряды в 2001 году из-за конфликта с руководством партии.
В 1986—1993 годах являлся президентом Института имени Джузеппе Тониоло, в 1993—1995 годах президентом Международной ассоциации христианских демократов.

### Хронология назначений на государственные посты
В 1970—1972 годах — Премьер-министр Италии.
- В 1952—1954 годах — мэр Потенцы,
- В 1955—1958 годах — министр сельского хозяйства,
- В 1958—1959 годах — министр внешней торговли,
- В 1959—1963 годах — министр промышленности,
- В 1963—1970 годах и в 1972 году — министр казначейства,
- С июня по декабрь 1968 года — министр бюджета,
- В 1971—1972 годах — министр юстиции,
- В 1972—1973 годах — министр без портфеля, ответственный за координацию деятельности итальянской делегации в ООН,
- В 1973—1974 годах — министр финансов,
- В 1974—1976 годах — министр казначейства
- В 1977—1979 годах — председатель Европейского парламента,
- В 1980—1983 годах — министр иностранных дел,
- В 1987—1988 годах — министр бюджета,
- В 1988—1989 годах — министр финансов,
- В 1992—1993 годах — министр иностранных дел Италии[1].

Пожизненный сенатор Итальянской Республики.

### Личная жизнь
Открытый гомосексуал.